# Халевинский, Игорь Васильевич
Игорь Васильевич Халевинский (род. 3 сентября 1944) — российский государственный деятель, дипломат. Чрезвычайный и полномочный посланник 1 класса (1991).

## Биография
Окончил Московский государственный институт международных отношений (МГИМО) МИД СССР (1967) по специальности «международные отношения». Кандидат экономических наук. Владеет английским, немецким, французским, урду и сербохорватским языками. На дипломатической работе с 1967 года.
- В 1967—1969 годах — сотрудник Посольства СССР в Пакистане.
- В 1969—1974 годах — сотрудник Отдела Южной Азии МИД СССР.
- В 1974—1979 годах — сотрудник Посольства СССР в Пакистане.
- В 1979—1983 годах — советник заместителя министра иностранных дел СССР.
- В 1983—1988 годах — старший советник Постоянного представительства СССР при ООН.
- В 1988—1991 годах — заместитель начальника, первый заместитель начальника Консульского управления МИД СССР.
- В 1991 году — начальник Консульского управления МИД СССР.
- В 1992 году — заместитель министра труда и занятости населения Российской Федерации.
- В 1992—1996 годах — заместитель министра труда Российской Федерации.
- В 1992—1998 годах — профессор МГИМО и Академии государственной службы при президенте РФ по совместительству.
- В 1996—1997 годах — заместитель министра труда и социального развития Российской Федерации.
- В 1997—1998 годах — посол по особым поручениям МИД России.
- В 1998—2003 годах — глава офиса ООН в Белграде.
- В 2003—2004 годах — посол по особым поручениям МИД России.
- С 22 февраля 2004 по 3 апреля 2006 года — полномочный представитель Российской Федерации при ОДКБ[1][2], член Консультативного комитета по административным и бюджетным вопросам ООН.
- В 2006—2009 годах — член Консультативного комитета по административным и бюджетным вопросам ООН.
- В 2009—2012 годах — директор Административного департамента Секретариата Комиссии Таможенного союза.
- С 2013 года — председатель Совета Ассоциации российских дипломатов.

## Дипломатический ранг
- Чрезвычайный и полномочный посланник 2 класса (16 августа 1990)[3].
- Чрезвычайный и полномочный посланник 1 класса (18 октября 1991)[4].